# جيمس براون (محرر)
جيمس براون (بالإنجليزية: James Brown)‏ هو صحفي بريطاني، ولد في 26 سبتمبر 1965 في ليدز في المملكة المتحدة.

## وصلات خارجية
- جيمس براون على موقع IMDb (الإنجليزية)
- جيمس براون على موقع قاعدة بيانات الفيلم (الإنجليزية)